# Asnières-sur-Saône
Ne doit pas être confondu avec Anères.
Pour les articles homonymes, voir Asnières.
Asnières-sur-Saône est une commune française, située dans le département de l'Ain en région Auvergne-Rhône-Alpes.

## Géographie

### Localisation
Le village est situé sur les bords de Saône, sur la rive gauche, en amont de Mâcon. Située au nord-ouest du département, au pied de la Bresse dans le Val de Saône, Asnières se trouve à 40 km au nord-ouest de Bourg, 15 kilomètres au nord de Mâcon et à 30 kilomètres au sud de Tournus.
Commune du canton de Replonges, son altitude varie de 167 mètres au bord de la Saône à 175 mètres.

### Communes limitrophes
| Senozan (Saône-et-Loire)                  | Boz                | Ozan    |
| Saint-Martin-Belle-Roche (Saône-et-Loire) | Asnières-sur-Saône |         |
|                                           | Vésines            | Manziat |

### Points extrêmes
- Nord : Les Grands Bois, 46° 24′ 10″ N, 4° 53′ 17″ E
- Est : La Grande Borne, 46° 23′ 04″ N, 4° 53′ 46″ E
- Sud : Les Morillods, 46° 22′ 09″ N, 4° 52′ 29″ E
- Ouest : Le Bombet, 46° 22′ 33″ N, 4° 51′ 57″ E

### Hydrographie

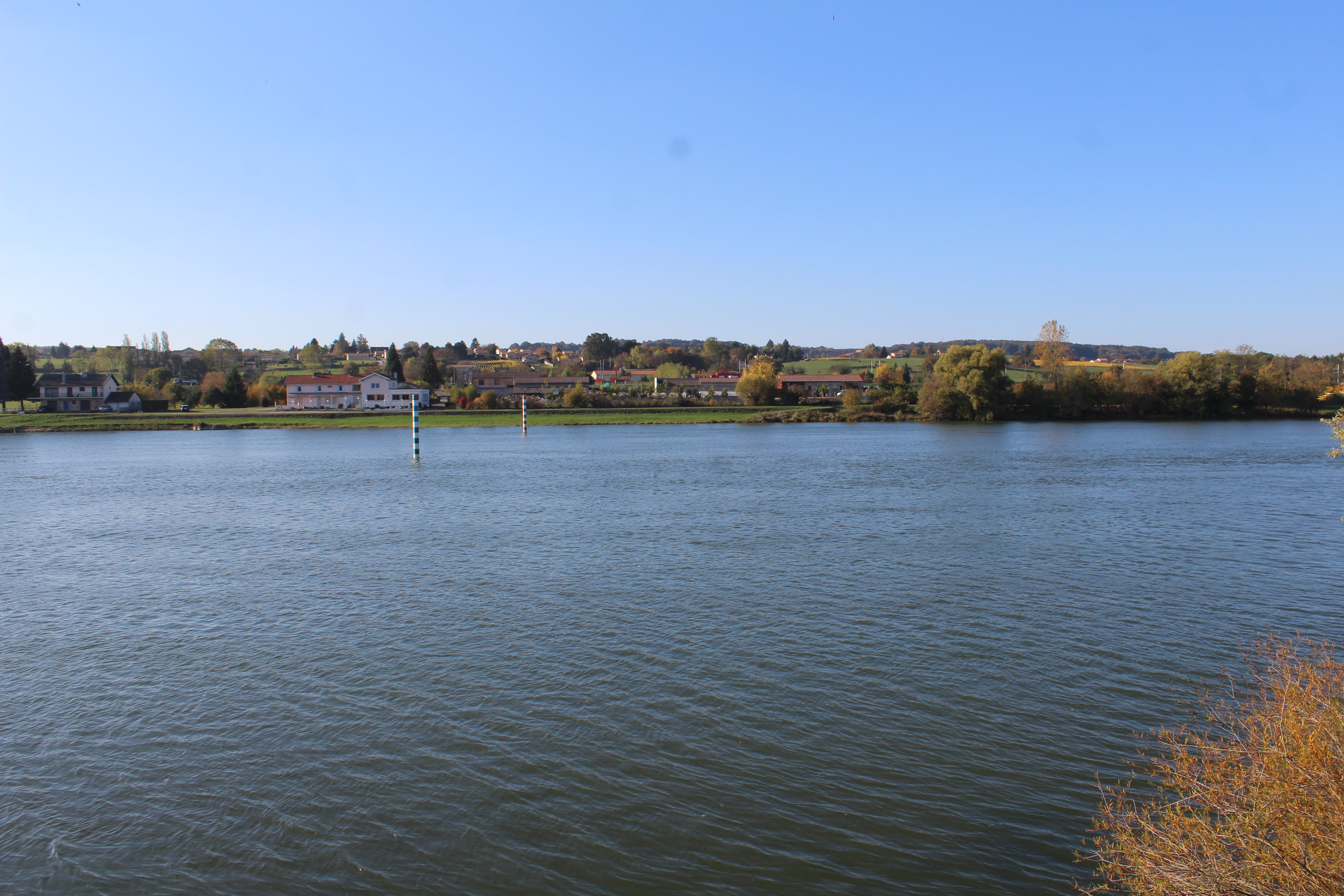
La Saône vue depuis le lieu-dit le Moteau.

Comme son nom l'indique, la commune est traversée à l'ouest par la Saône. Rivière se jetant dans le Rhône à Lyon, ce cours d'eau vient du nord par la commune voisine de Boz et celle de La Salle, elle sépare Asnières de Senozan et Saint-Martin-Belle-Roche, toutes deux communes de Saône-et-Loire.
D'autres cours d'eau sont mentionnés comme passant dans le territoire communal même s'ils restent majoritairement à la frontière. Le bief de la Jutane en est un exemple puisqu'elle forme la frontière entre Ozan et Boz avant de faire de même entre Asnières et Boz. Cette rivière se jette dans la Saône à hauteur du Port Celet, hameau de Boz.
Enfin, un ruisseau forme une partie de la frontière est avec Ozan et prend sa source sur cette ligne. De nom inconnu, il passe près du bourg puis part vers le sud jusqu'à rejoindre Vésines, commune où il se jette dans la Loëze.

### Climat
Pour des articles plus généraux, voir Climat d'Auvergne-Rhône-Alpes et Climat de l'Ain.
En 2010, le climat de la commune est de type climat océanique dégradé des plaines du Centre et du Nord, selon une étude du CNRS s'appuyant sur une série de données couvrant la période 1971-2000. En 2020, Météo-France publie une typologie des climats de la France métropolitaine dans laquelle la commune est exposée à un climat semi-continental et est dans la région climatique Bourgogne, vallée de la Saône, caractérisée par un bon ensoleillement (1 900 h/an), un été chaud (18,5 °C), un air sec au printemps et en été et des vents faibles.
Pour la période 1971-2000, la température annuelle moyenne est de 11,6 °C, avec une amplitude thermique annuelle de 18 °C. Le cumul annuel moyen de précipitations est de 878 mm, avec 10,3 jours de précipitations en janvier et 7,6 jours en juillet. Pour la période 1991-2020, la température moyenne annuelle observée sur la station météorologique de Météo-France la plus proche, « Mâcon », sur la commune de Charnay-lès-Mâcon à 11 km à vol d'oiseau, est de 12,3 °C et le cumul annuel moyen de précipitations est de 833,7 mm,. Pour l'avenir, les paramètres climatiques de la commune estimés pour 2050 selon différents scénarios d'émission de gaz à effet de serre sont consultables sur un site dédié publié par Météo-France en novembre 2022.

### Voies de communication et transport

Axes de communication.

Le territoire communal n'est pas desservi par de grands axes de communication. Néanmoins, il bénéficie de sa proximité avec Mâcon et de la Saône pour être au cœur d'un réseau de communication important.

#### Réseau routier

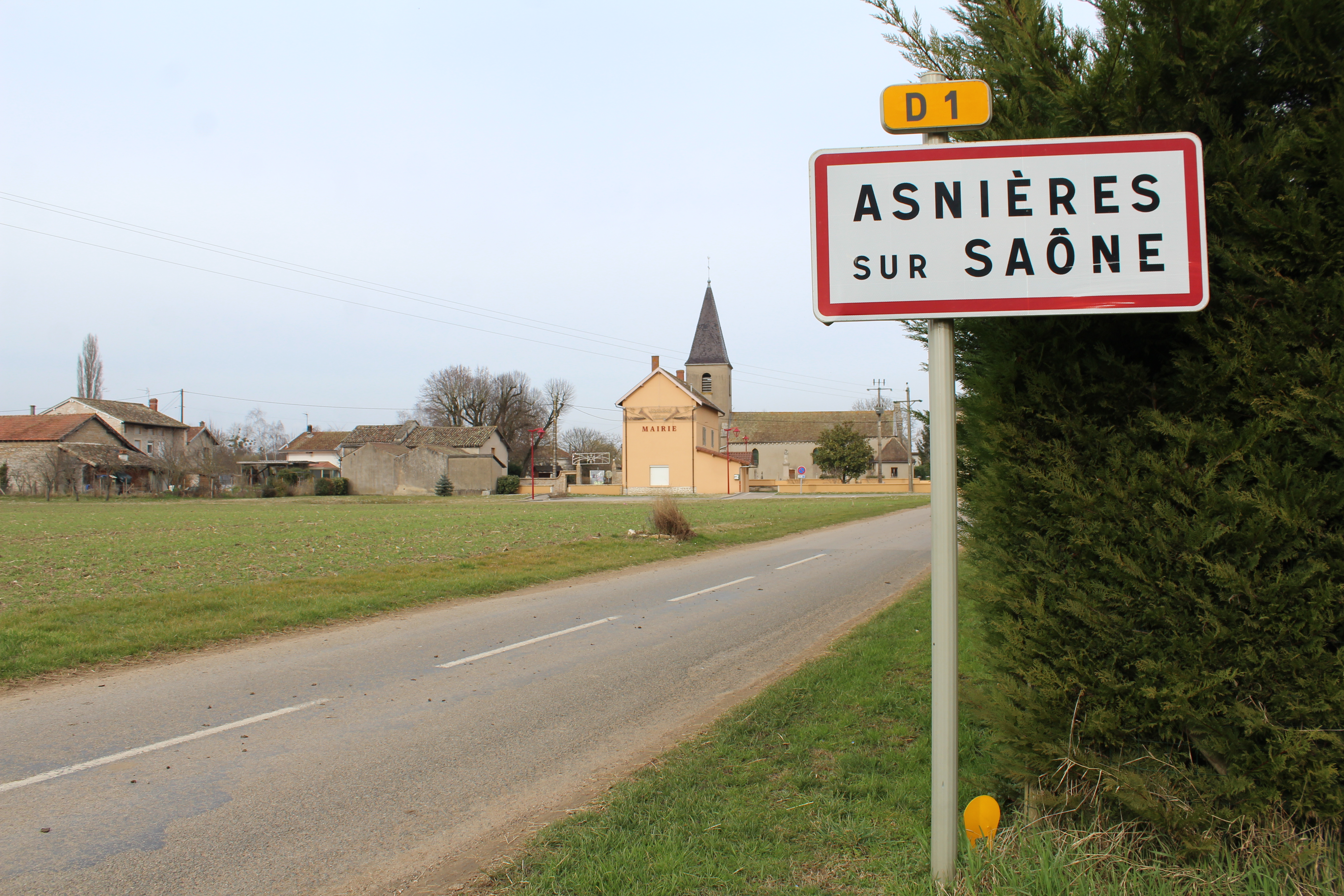
Route départementale 1.

La commune possède un réseau de voies départementales assez importante comparé à sa population puisque trois axes la traverse. Toutefois, lors de grande crues de la Saône, Asnières est isolée du reste du territoire du fait que les routes sont immergées et qu'aucun pont sur la Saône pouvant la lier à la Saône-et-Loire n'existe.
Axe routier principal de la commune, la route départementale 1 part du port avant d'entrer dans le bourg puis se dirige vers le sud pour rejoindre Manziat. La voie continue vers l'est jusqu'à la commune jurassienne de Saint-Amour.
La route précédemment citée possède une voie annexe qu'est la route D 1b. Celle-ci part de la mairie en direction du nord jusqu'à la mairie d'Ozan à l'intersection avec la route départementale 933.
Enfin, au sud du village, la route D 68 se détache de la route D 1 et part en direction de Vésines où elle traverse son bourg. Passant ensuite par le centre de Feillens, la fin de cet axe se trouve à Bâgé-le-Châtel.
Autour de la commune, on dénombre des voies routières importantes dont l'autoroute A6 passant de l'autre côté de la Sâone qui relie Lyon à Paris. Il y a aussi l'autoroute A40 qui relie Mâcon à Bourg-en-Bresse et Genève. Cette voie passe au sud du village à Feillens qui possède une gare de péage.
Enfin, la route nationale 6 passait aussi de l'autre côté de la Saône. Ancienne voie très fréquentée avant la construction de l'A6, elle a été déclassée en route départementale 906 en 2005.

#### Voies ferroviaires
Aucune voie ferroviaire ne traverse la commune mais une passe à proximité dans le département de Saône-et-Loire, la ligne de Paris-Lyon à Marseille-Saint-Charles ou ligne PLM relie la capitale à Lyon et Marseille, elle se situe entre la route D 906 et la Saône. Elle accueille sur ses rails des TGV et les TER Bourgogne. La gare la plus proche est la gare de Mâcon-Ville.

## Urbanisme

### Typologie
Au 1er janvier 2024, Asnières-sur-Saône est catégorisée commune rurale à habitat dispersé, selon la nouvelle grille communale de densité à 7 niveaux définie par l'Insee en 2022.
Elle est située hors unité urbaine. Par ailleurs la commune fait partie de l'aire d'attraction de Mâcon, dont elle est une commune de la couronne,. Cette aire, qui regroupe 105 communes, est catégorisée dans les aires de 50 000 à moins de 200 000 habitants,.

### Occupation des sols
L'occupation des sols de la commune, telle qu'elle ressort de la base de données européenne d’occupation biophysique des sols Corine Land Cover (CLC), est marquée par l'importance des territoires agricoles (89,3 % en 2018), une proportion identique à celle de 1990 (89,3 %). La répartition détaillée en 2018 est la suivante : 
terres arables (39,7 %), prairies (35,4 %), zones agricoles hétérogènes (14,2 %), eaux continentales (10,7 %).
L'évolution de l’occupation des sols de la commune et de ses infrastructures peut être observée sur les différentes représentations cartographiques du territoire : la carte de Cassini (XVIIIe siècle), la carte d'état-major (1820-1866) et les cartes ou photos aériennes de l'IGN pour la période actuelle (1950 à aujourd'hui).

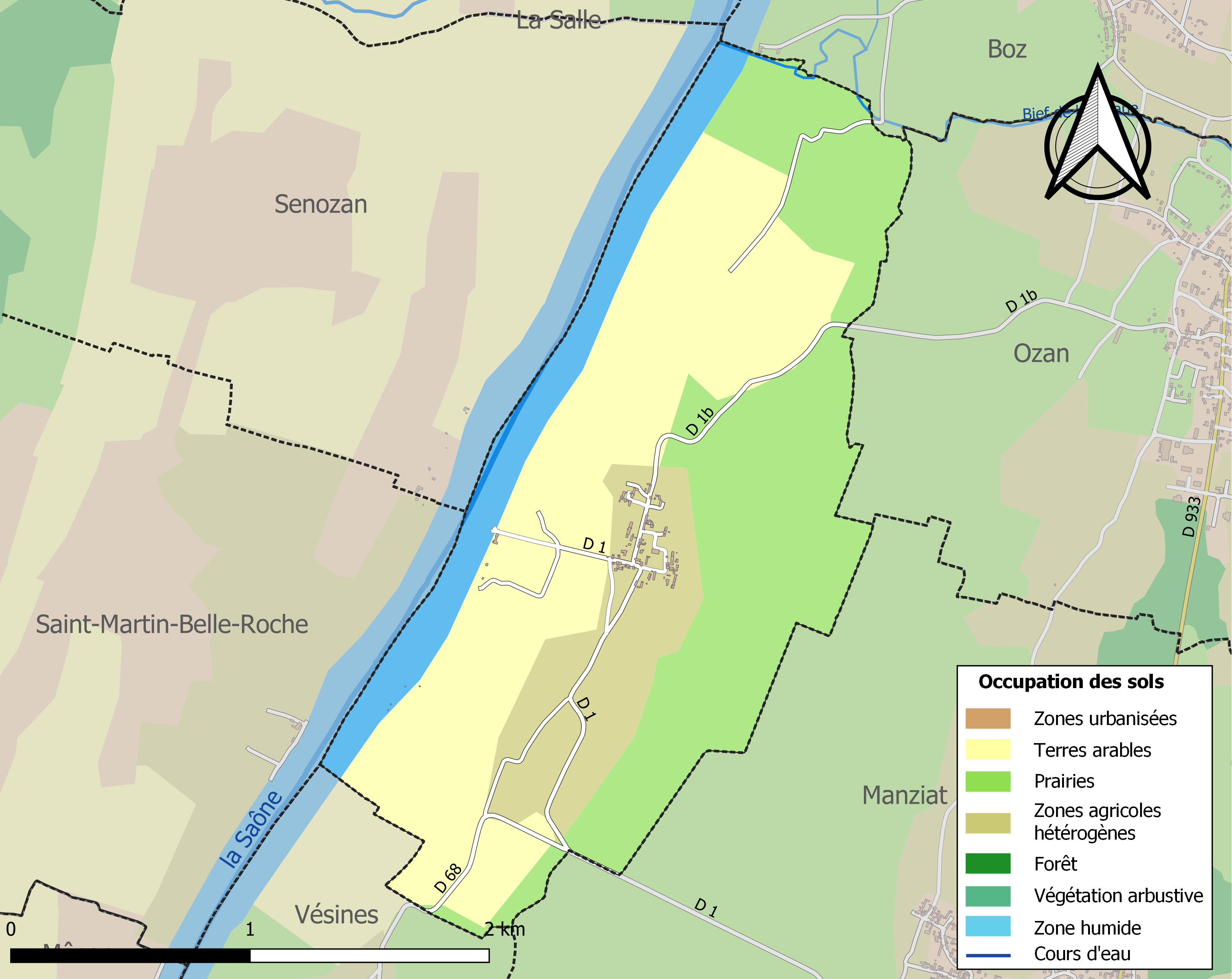
Carte des infrastructures et de l'occupation des sols de la commune en 2018 (CLC).

## Toponymie

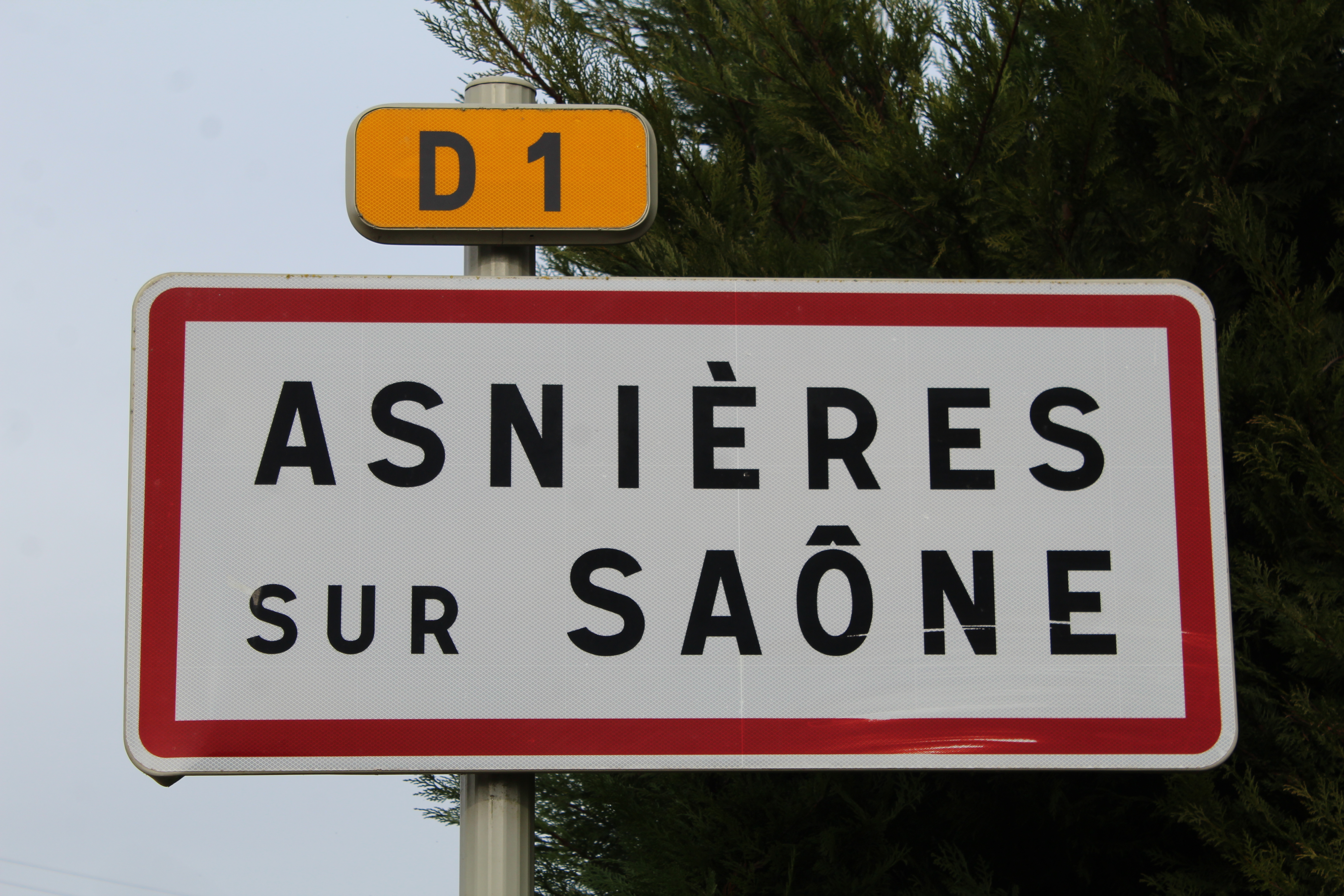
Panneau d'entrée du village.

### Origine du nom
Le nom de la localité est attesté sous les formes In pago Lugdunensi, in villa Asneria dès 928 et en 1026, Ville d'Anires en 1328.
Le nom Asnières, qui était à l'époque Asinarias, viendrait du nom latin de l'âne asinus signifiant âne et du suffixe -arias qui lui confère le sens global d'« élevage d'ânes ». Par ailleurs, ce type toponymique propre aux régions de langue d’oïl va dans le sens d'un appellatif créé spécifiquement en gallo-roman septentrional, voire directement en langue d’oïl, de asne « âne » + suffixe -ière + -s locatif. Ce toponyme, du latin Asinus, signifiant « âne » ou « homme stupide », Asnières villa où il y avait des ânes en nombre significatif où villa dont le propriétaire était un peu simplet.
Le complément -sur-Saône, ajouté durant le XXe siècle, permet de distinguer la commune des autres portant le nom d'Asnières en affirmant que le cours d'eau passe sur le territoire.

### Anciens noms
La première référence au village date de 928 et se trouve dans le recueil des chartes de Cluny sous le nom d'Asnerias. Ensuite, Anires est cité en 1328 dans les archives de la Côte-d'Or qui évoque aussi Anyeres en 1466. Deux siècles plus tard l'enquête de Bourgogne mentionne Asnières vers 1670.
Au XVIIIe siècle, la Description de Bourgogne se réfère deux fois au village avec Anière en 1734 et Anières en 1790. Après la Révolution, en l'an X, l'annuaire de l'Ain cite Asniére mais si le bulletin des lois évoque Asnières en 1801. Ce n'est qu'en 1937 que la commune prend son nom actuel Asnières-sur-Saône.

## Histoire
Les plus anciennes traces du village remontent au Xe siècle, il fut la possession des comtes de Mâcon, puis de l'abbaye de Cluny.
En 1601, après la fin de la guerre franco-savoyarde qui se termine par le Traité de Lyon, Asnières devient française avec l'acquisition par la France de la Bresse, du Bugey, du Valromey et du pays de Gex. Elle est par la suite intégrée à la province bourguignonne.
À partir du XVIIe siècle, le village dépend de la paroisse de Saint-Jean-le-Priche, aujourd'hui commune associée de Mâcon. Le siècle suivant, elle devient une annexe de la paroisse de Saint-Martin-de-Senozan.
Entre 1790 et 1795, le village dépendait du district de Pont-de-Vaux du fait de son intégration dans le canton de Bâgé-le-Châtel.

## Politique et administration

### Rattachements administratifs et électoraux
Durant l'Ancien Régime, la commune était une communauté du mandement de Bâgé et du bailliage, de l'élection et de la subdélégation de Bourg.
Lors de la création des départements par la Révolution française, elle est intégrée au département de l'Ain et au district de Pont-de-Vaux. En 1800, après la suppression des districts, elle intègre l'arrondissement de Bourg-en-Bresse et reste dans le canton de Bâgé-le-Châtel.
Depuis au moins 1988, elle fait partie de la quatrième circonscription de l'Ain pour l'élection des députés.
En mars 2015, à l'occasion des élections départementales, le décret du 13 février 2014 portant sur le redécoupage cantonal des cantons de l'Ain entre en vigueur. Ainsi, la commune ainsi que toutes celles du canton dont elle était le chef-lieu, excepté Saint-Laurent-sur-Saône, sont intégrées au nouveau canton de Replonges.
Du point de vue judiciaire, la commune relève du tribunal d'instance, du tribunal de grande instance, du tribunal pour enfants, du conseil de prud'hommes, du tribunal de commerce et du tribunal paritaire des baux ruraux de Bourg-en-Bresse. De plus, elle relève aussi de la cour d'assises de l'Ain, elle-même située à Bourg. Enfin, Asnières dépend de la cour d'appel, du tribunal administratif et de la cour administrative d'appel de Lyon.

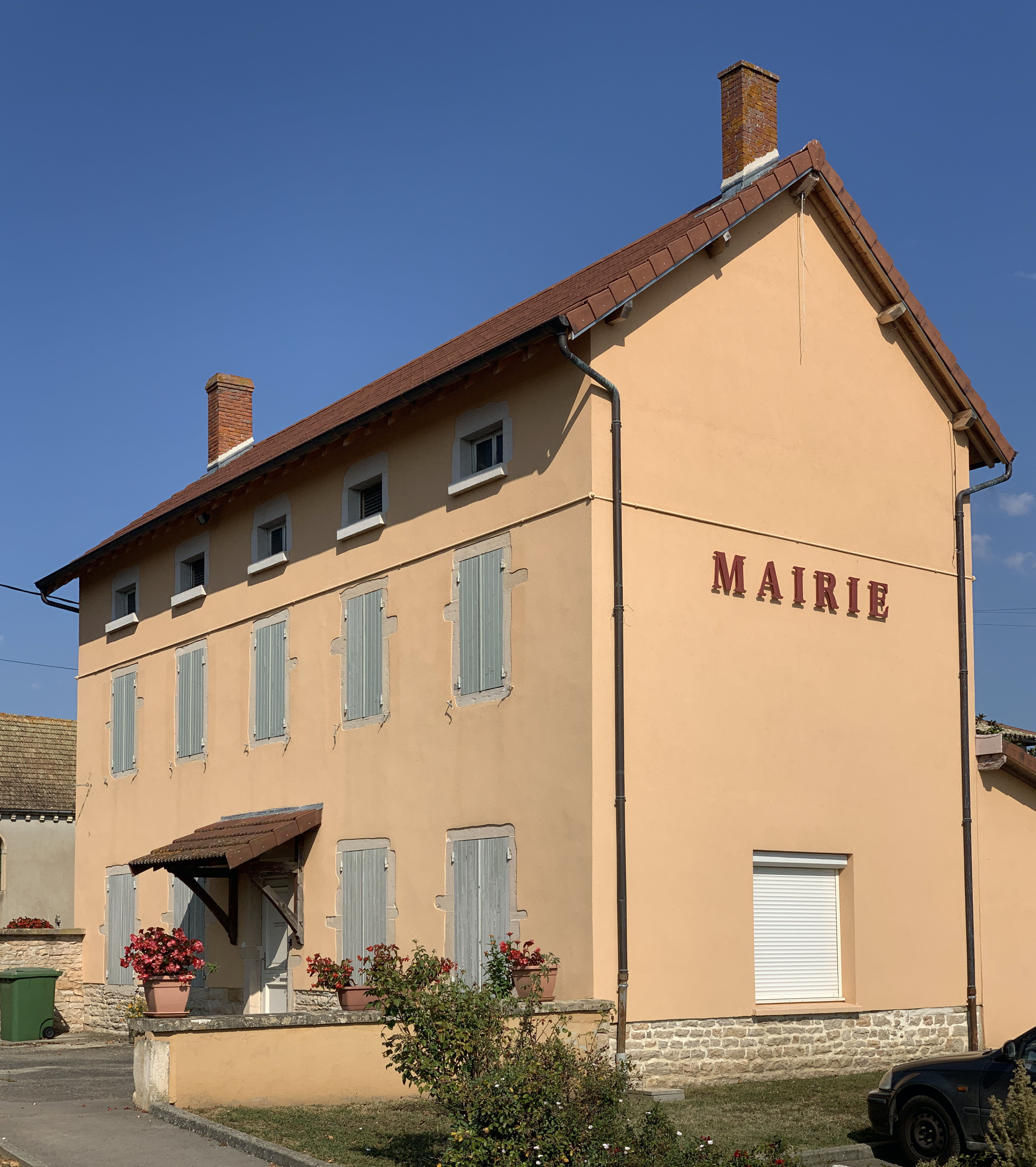
La mairie.

### Administration municipale
Le nombre d'habitants de la commune étant inférieur à 100, le nombre de membres du conseil municipal est de 7.

### Liste des maires
| Période                                  | Période  | Identité          | Étiquette | Qualité                   |
| ---------------------------------------- | -------- | ----------------- | --------- | ------------------------- |
| Les données manquantes sont à compléter. |          |                   |           |                           |
| 1998                                     | 2005     | Roland Golin      | DVG       | Fonctionnaire territorial |
| 2005                                     | En cours | Jean-Marc Willems | SE        | Retraité                  |

### Intercommunalité
Jusqu'au 31 décembre 2016, Asnières appartenait à la communauté de communes du pays de Bâgé, intercommunalité créée le 1er janvier 1998 à la suite de la dissolution du SIVOM du canton de Bâgé créé en 1972. Ce jour de 1998 vit aussi la disparition de Saint-Laurent-sur-Saône qui rejoint alors la communauté d'agglomération du Mâconnais - Val-de-Saône. Depuis le 1er janvier 2017, la commune est intégrée à la nouvelle communauté de communes du pays de Bâgé et de Pont-de-Vaux. Cette dernière regroupe les communes de l'ancienne intercommunalité à celles du canton de Pont-de-Vaux. La structure devient communauté de communes Bresse et Saône le 13 décembre de la même année.
Une autre structure regroupe l'intercommunalité à d'autres de la région. Le syndicat mixte Bresse Val de Saône, créé en 1995, regroupe 40 communes,. Son but est de négocier les procédures que proposent l'Union européenne, l'État ou la région Auvergne-Rhône-Alpes qui pourraient développer un territoire plus vaste que la simple communauté de communes.
Enfin, comme la totalité des communes du département de l'Ain, le village appartient au syndicat intercommunal d'énergie et de e-communication de l'Ain, organisation fondée le 11 mars 1950. Le syndicat est compétent dans la gestion des réseaux d'électrification, de gaz, de l'éclairage public, de la communication électronique. En plus de ces compétences, la structure accompagne les communes pour qu'elles puissent maîtriser leur consommation d'énergie, gère un système d'information géographique et a mis en place dans le département, par l'intermédiaire de sa régie Réso-Liain, un réseau de fibre optique pour avoir accès à Internet à très haut débit.

### Jumelages
La ville n'est jumelée avec aucune commune.

## Population et société

### Démographie
L'évolution du nombre d'habitants est connue à travers les recensements de la population effectués dans la commune depuis 1793. Pour les communes de moins de 10 000 habitants, une enquête de recensement portant sur toute la population est réalisée tous les cinq ans, les populations de référence des années intermédiaires étant quant à elles estimées par interpolation ou extrapolation. Pour la commune, le premier recensement exhaustif entrant dans le cadre du nouveau dispositif a été réalisé en 2004.

En 2022, la commune comptait 77 habitants, en évolution de +22,22 % par rapport à 2016 (Ain : +5,15 %, France hors Mayotte : +2,11 %).
| 1793 | 1800 | 1806 | 1821 | 1831 | 1836 | 1841 | 1846 | 1851 |
| ---- | ---- | ---- | ---- | ---- | ---- | ---- | ---- | ---- |
| 228  | 217  | 232  | 235  | 230  | 205  | 186  | 184  | 177  |

| 1856 | 1861 | 1866 | 1872 | 1876 | 1881 | 1886 | 1891 | 1896 |
| ---- | ---- | ---- | ---- | ---- | ---- | ---- | ---- | ---- |
| 188  | 163  | 153  | 154  | 140  | 145  | 139  | 114  | 121  |

| 1901 | 1906 | 1911 | 1921 | 1926 | 1931 | 1936 | 1946 | 1954 |
| ---- | ---- | ---- | ---- | ---- | ---- | ---- | ---- | ---- |
| 125  | 134  | 124  | 89   | 89   | 69   | 70   | 80   | 96   |

| 1962 | 1968 | 1975 | 1982 | 1990 | 1999 | 2004 | 2006 | 2009 |
| ---- | ---- | ---- | ---- | ---- | ---- | ---- | ---- | ---- |
| 86   | 103  | 94   | 95   | 68   | 69   | 86   | 92   | 73   |

| 2014 | 2019 | 2022 | - | - | - | - | - | - |
| ---- | ---- | ---- | - | - | - | - | - | - |
| 66   | 76   | 77   | - | - | - | - | - | - |

### Enseignement
Asnières ne possède pas d'école primaire, les élèves sont dirigés vers les villages voisins. Pour ceux qui ont terminé le cycle primaire, les élèves de la commune poursuivent leur scolarité dans l'enseignement secondaire au collège Roger-Poulnard à Bâgé-la-Ville qui est le collège de secteur même si parfois, certains élèves partent au collège privé de Feillens. Ensuite, le lycée de secteur est le lycée René-Cassin de Mâcon.

### Médias
Le Progrès est un journal régional diffusant dans les départements de l'Ain, du Jura, du Rhône, de la Loire et de la Haute-Loire. Chaque vendredi est publié le journal local hebdomadaire Voix de l'Ain. De plus, Le Journal de Saône-et-Loire, paru pour la première fois le 2 juillet 1826, est la version saône-et-loirienne du Progrès. Ce journal quotidien paraît dans les environs sous l'édition de Mâcon.
Dans le domaine télévisuel, la chaîne France 3 émet un décrochage local dans la commune par le biais de France 3 Rhône Alpes. Enfin, Radio Scoop est une radio musicale d'Auvergne-Rhône-Alpes qui possède une station à Bourg-en-Bresse diffusant dans l'Ain.

## Culture et patrimoine

### Lieux et monuments
- L'église Saint-Martin est l'église paroissiale du village.
- Sur les rives de la Saône se trouve le port d'Asnières.
- Dans le cimetière entourant l'église trônent la statue de la Vierge Marie ainsi que le monument aux morts honorant les soldats de la commune tombés au combat durant les grands conflits du XXe siècle.

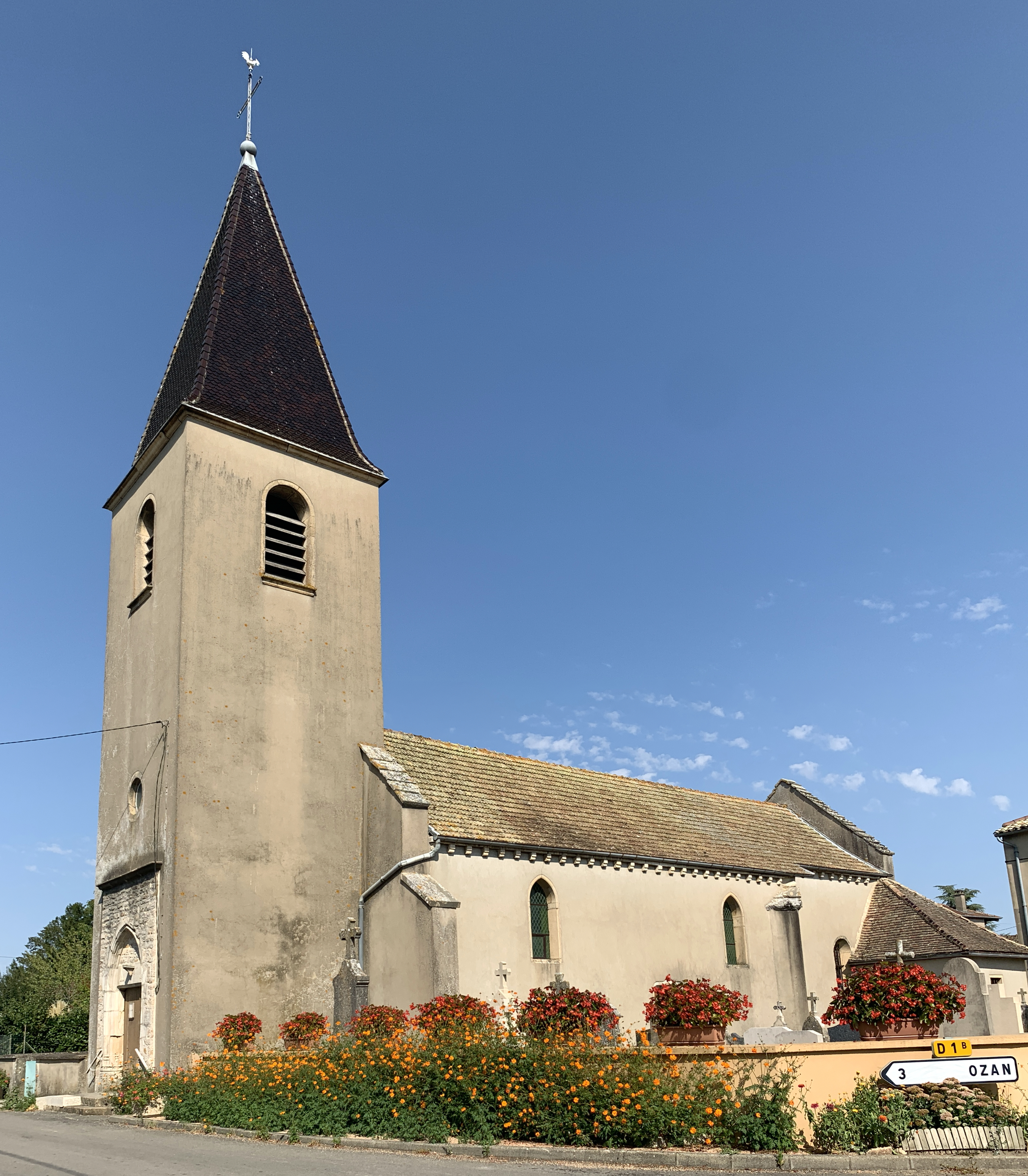
Église Saint-Martin.
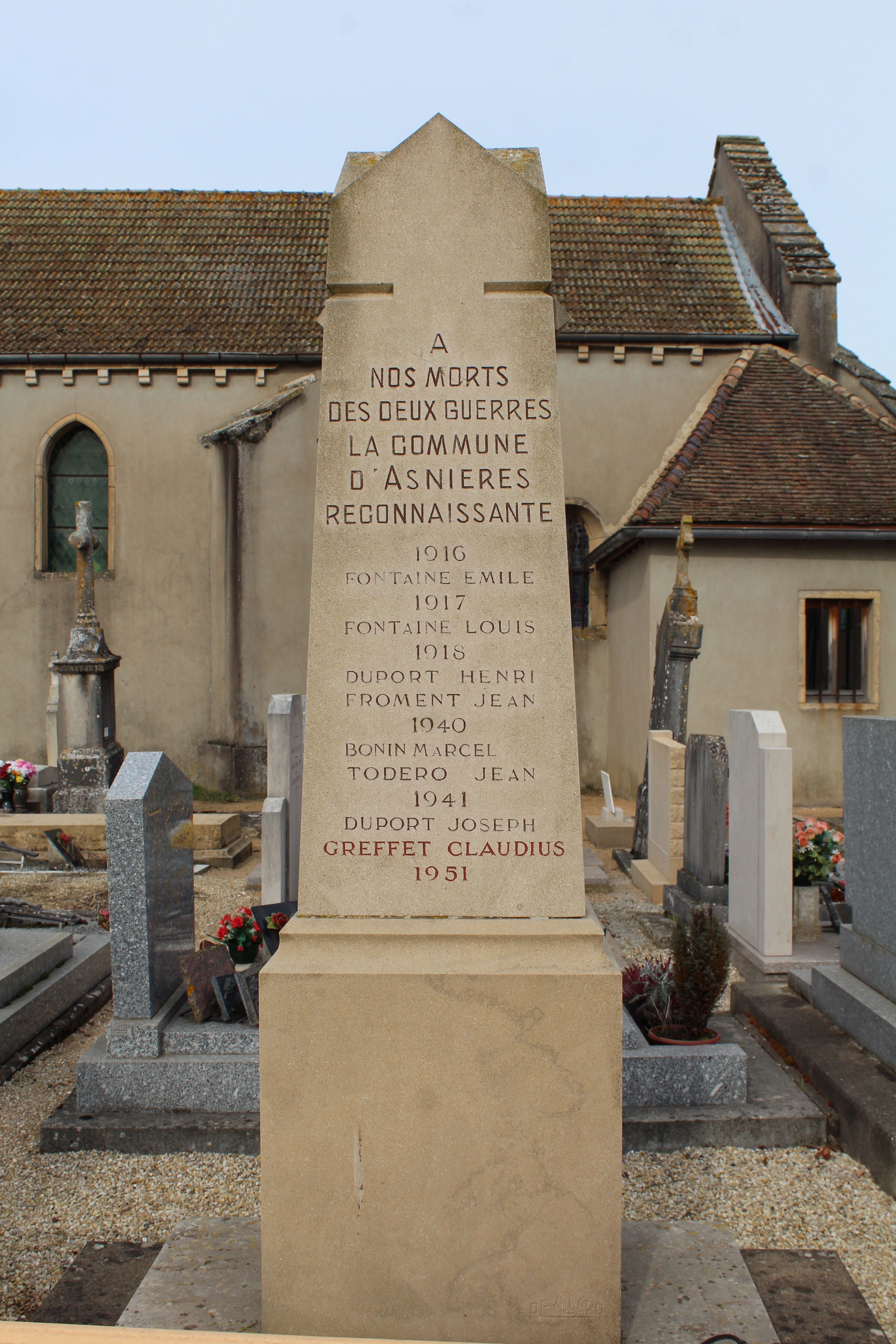
Monument aux morts.
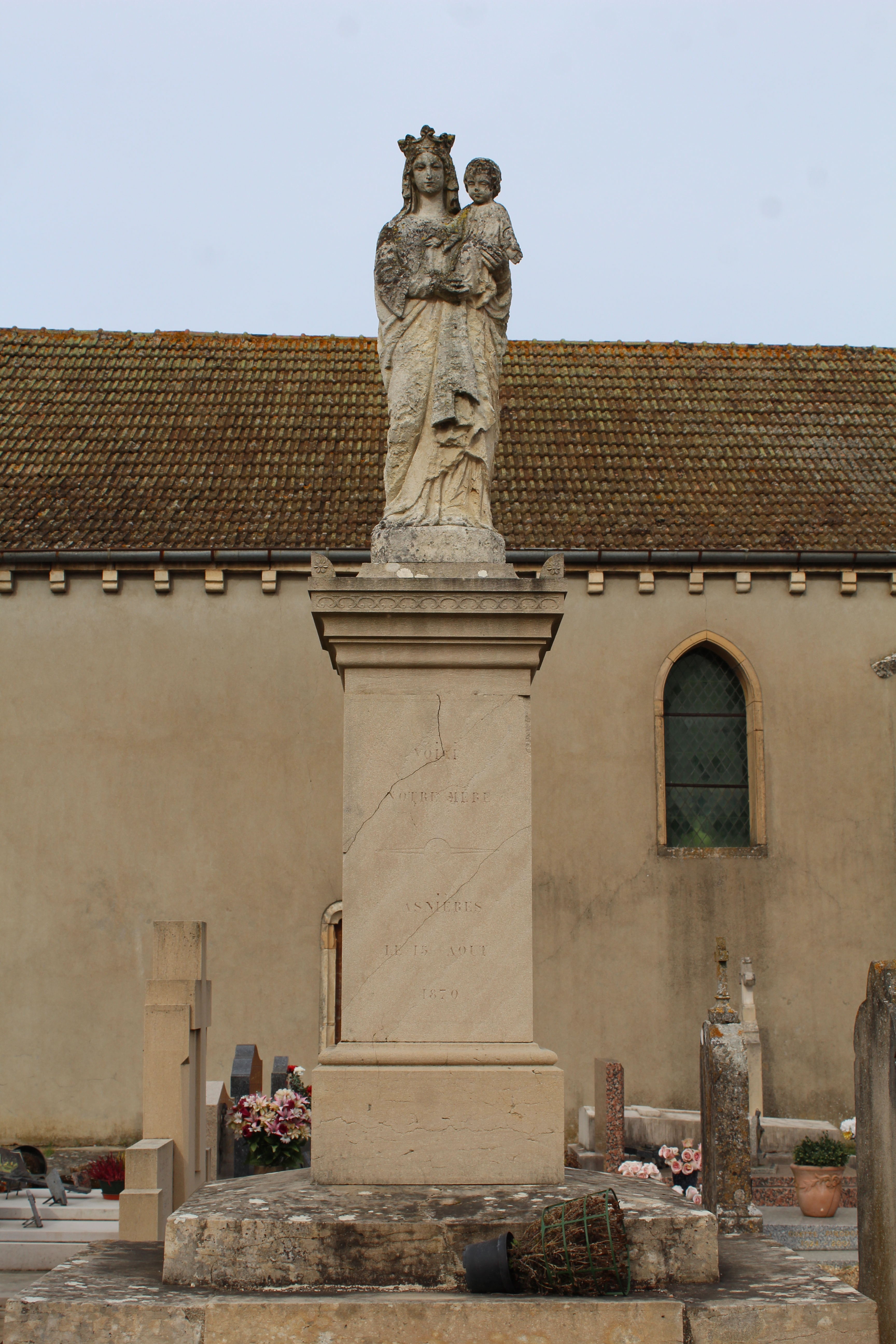
Statue de la Vierge Marie.

### Zones naturelles protégées
Les prairies inondables du val de Saône sont classées zone protégée depuis 1994.

### Gastronomie
Les spécialités culinaires sont celles de la région bressane, c'est-à-dire la volaille de Bresse, les gaudes, la galette bressane, les gaufres bressanes, la fondue bressane. La commune se situe dans l'aire géographique de l'AOC Volailles de Bresse. Elle a aussi l'autorisation de produire le vin IGP Coteaux de l'Ain (sous les trois couleurs, rouge, blanc et rosé).

### Personnalités liées à la commune
- José Mingret (1880-1969), peintre français, est inhumé à Asnières-sur-Saône.